# Polisbåt No. 1
Polisbåt No. 1 är en dubbelruffad motorkryssare i trä, som ritades av C.G. Pettersson och byggdes som en snabbgående polisbåt 1933 på Gräddö båtvarv för Stockholms hamnpolis. Den är byggd i mahogny med V-botten och med inombordsmotor. Båten kunde komma upp i uppemot 20 knop.
Den är den äldsta båt, som byggts för att vara polisbåt i Sverige. Den var polisbåt i hamnen i Stockholm till 1949, då den ersattes av Silvergrogg. Därefter såldes båten till familjen Per-Erik Wahlstedt och döptes till Meta. 
År 1959 köptes hon av ingenjör Carl-Gustaf Wahlin i Saltsjöbaden. Omkring år 1964 såldes hon och ägdes från 1967 av en brandman på Katarina brandstation, som döpte om henne till Kråkan. År 1970 köptes hon av brandmannen och båtsnickaren Peder Bergman, som byggde om styrhytten. År 1973 köptes båten av Björn Holmström, som döpte om henne till Mahonia, och 1980 såldes hon vidare till Gustav From på Gräddö och råkade bland annat ut för en brand. År 1993 övertogs hon i dåligt skick av en annan Gräddöbo och stod på dennes tomt i 27 år.
Polisbåt No. 1 ägs sedan 2020 av Föreningen Svenska Polisbåtar och renoveras i Stråtenbo. Hon k-märktes 2023.